# FC Thor Destelbergen
FC Thor Destelbergen was een Belgische voetbalclub uit Destelbergen. De club sloot in 1966 aan bij de KBVB met stamnummer 6927.
In 1982 fuseerde de club met het Gentse FC Gandasparta tot Thor Gandasparta.

## Geschiedenis
De club werd in 1963 opgericht en speelde tot 1966 in de Koninklijke Belgische Liefhebbersvoetbalbond. Drie jaar later besloot men de overgang naar de KBVB te maken.
Thor Destelbergen was een bescheiden club die nooit hoger speelde dan het laagste provinciale niveau. 
Tussen 1966 en 1969 speelde men in Derde Provinciale. 
Toen in 1969 in Oost-Vlaanderen een vierde provinciale niveau werd ingevoerd, werd dat Vierde Provinciale. Daar zou men spelen tot het verdwijnen van de club in 1982 door een fusie met FC Gandasparta en verhuis naar het terrein van deze club.
De club eindigde slechts twee maal niet in de onderste regionen van het klassement, zowel in het seizoen 1972-1973 als in 1974-1975 werd een achtste plaats behaald.